# Bussac-sur-Charente
Bussac-sur-Charente är en kommun i departementet Charente-Maritime i regionen Nouvelle-Aquitaine i västra Frankrike. Kommunen ligger  i kantonen Saintes-Nord som ligger i arrondissementet Saintes. År 2022 hade Bussac-sur-Charente 1 313 invånare.

## Befolkningsutveckling
Antalet invånare i kommunen Bussac-sur-Charente
Referens:INSEE